# Роджерс, Джон (учёный)
Джон Роджерс (англ. John Rodgers; 1914—2004) — американский учёный-геолог.

## Биография
Родился 11 июля 1914 года в городе Олбани, штат Нью-Йорк, США, в семье Henry и Louise (Allen) Rodgers, был третьим из четырех детей.
Получил хорошее домашнее образование. В 1932 году поступил на геологический факультет Корнеллского университета, который окончил со степенью бакалавра искусств в 1936 году и магистра по геологии в 1937 году.
Будучи студентом, занимался полевыми исследованиями и геологической съемкой. По окончании университета решил совершенствоваться в стратиграфии и подготовить докторскую диссертацию в Йельском университете. Геологические исследования проводил в малоизученных в то время местах штата Коннектикут. C 1939 года Роджерс привлекался Геологической службой США на летние
полевые работы в западных штатах страны – Вайоминге, Айдахо, Юте. В 1940 году он стал штатным сотрудником этой службы. 
В 1944 году защитил в Йельском университете докторскую диссертацию на тему «Geology and mineral resources of Bumpass Cove» по геологии и полезным ископаемым юга Аппалачских гор. После начала Второй мировой войны учёный был переведен в военный департамент Геологической службы. В звании капитана инженерных войск занимался составлением карт центральной части Тихого океана, являвшейся театром военных действий армии США; принимал участие в разработке плана вторжения на японский остров Окинава и в 1947 году был награжден за свою службу медалью Свободы – военной наградой США для гражданских лиц, оказавших помощь Соединённым Штатам Америки и их союзникам в победе во Второй мировой войне.
После окончания войны, в 1946 году Джон Роджерс в Йельский университет и вернулся на геологический факультет на преподавательскую работу. В сотрудничестве с профессором университета Карлом Данбаром (Carl Owen Dunbar) в 1959 году вышла их совместная монография «Principles of stratigraphy», получившая признание во всем мире и была переведена на русский, испанский, арабский и китайский языки. С 1948 года Роджерс был непременным участником сессий Международного геологического конгресса (МГК). В 1952–1960 годах находился на посту генерального секретаря Международной комиссии по стратиграфии. Также с 1948 году входил в состав редколлегии журнала «American Journal of Science».
В 1950-х годах он познакомился с советскими учеными-геологами. В 1956 году Межведомственным стратиграфическим комитетом, который возглавляли Д.В. Наливкин и В.В. Меннер, было издано коллективное руководство «Стратиграфическая классификация и терминология», которое Джон Роджерс в 1959 году перевёл на английский язык и опубликовал. Он также познакомился с другими советскими учёными в ходе обмена между национальными академиями США и СССР. В 1967 году он специально посетил Москву по приглашению Геологического института Академии наук СССР. Джон Роджерс стал первым американским геологом, избранным в состав Академии наук СССР в послевоенный период — в звании иностранного члена по Отделению геологии, геофизики и геохимии (геология) он был утвержден 1 июня 1976 года.
Умер 7 марта 2004 года в своем доме города Хэмден, штат Коннектикут.
В 2014 году британский учёный-геолог Джон Дьюи написал о Джоне Роджерсе в серии Biographical Memoires Национальной академии наук США).

## Заслуги
- С 1962 года состоял членом Национальной академии наук США и в 1969 году был избран ее президентом. В 1970 году возглавил Американскую ассоциацию развития науки. В 1981 году был награждён медалью Пенроуза. Более 50 лет Роджерс состоял членом Геологического общества Америки и возглавил его в 1970 году. Также был избран членом Американского геофизического союза, Американской академии искусств и наук в Бостоне, Академии наук и искусств штата Коннектикут, Американской ассоциации геологов-нефтяников.
- Джон Роджерс состоял членом Королевской академии наук и искусств Барселоны.
- В 1987 году был удостоен медали Фурмарье Королевской академии наук, литературы и изящных искусств Бельгии.
- В 1960 году был избран вице-президентом Геологического общества Франции, в 1987 году награжден премией Годри.